# 豊国神社 (金沢市)
豊国神社（とよくにじんじゃ）は、石川県金沢市の卯辰山にある神社である。旧社格は郷社。

## 概要
豊臣秀吉を主祭神とし、加賀藩三代藩主前田利常を併祀する。近くの卯辰神社（天満宮）・愛宕神社とともに「卯辰山三社」と呼ばれる。
元和2年（1616年）、藩祖前田利家の遺志に基づき、前田利常が卯辰山の卯辰山観音院に密かに秀吉の像を祀ったのに始まる。徳川幕府にはばかって「山王社」と称していた。歴代藩主が産土神として篤く崇敬し、祭礼は金沢の総祭りとして賑った。
明治5年（1872年）に郷社に列した。明治19年（1886年）に町中の殿町（現 尾張町）に遷座した。明治40年（1907年）に現在地に遷座し、豊国神社に改称した。